# Gran Premio di superbike di Sugo 1989
Il Gran Premio di Superbike di Sugo 1989 è stato disputato il 27 agosto sul circuito di Sugo e ha visto la vittoria di Doug Polen in gara 1, mentre la gara 2 è stata vinta da Michael Dowson.

## Risultati

### Gara 1

#### Arrivati al traguardo[3]
| Pos. | Nº | Pilota              | Motocicletta | Tempo     | Griglia | Punti |
| ---- | -- | ------------------- | ------------ | --------- | ------- | ----- |
| 1º   | 48 | Doug Polen          | Suzuki       | 47:06.500 | 1º      | 20    |
| 2º   | 23 | Michael Dowson      | Yamaha       | +0:07.320 | 6º      | 17    |
| 3º   | 7  | Robert Phillis      | Kawasaki     | +0:11.920 | 4º      | 15    |
| 4º   | 77 | Giancarlo Falappa   | Bimota       | +0:14.380 | 26º     | 13    |
| 5º   | 66 | Tatsuro Arata       | Yamaha       | +0:19.910 | 11º     | 11    |
| 6º   | 51 | Ken'Ichiro Iwahashi | Honda        | +0:23.970 | 16º     | 10    |
| 7º   | 2  | Fabrizio Pirovano   | Yamaha       | +0:29.030 | 23º     | 9     |
| 8º   | 4  | Stéphane Mertens    | Honda        | +0:29.240 | 9º      | 8     |
| 9º   | 38 | Aaron Slight        | Kawasaki     | +0:33.380 | 13º     | 7     |
| 10º  | 64 | Naoto Abe           | Honda        | +0:56.160 | 27º     | 6     |
| 11º  | 45 | Shoichi Tsukamoto   | Kawasaki     | +1:02.330 | 10º     | 5     |
| 12º  | 3  | Davide Tardozzi     | Bimota       | +1:03.970 | 12º     | 4     |
| 13º  | 32 | Raymond Roche       | Ducati       | +1:05.970 | 3º      | 3     |
| 14º  | 54 | Scott Doohan        | Bimota       | +1:13.840 | 39º     | 2     |
| 15º  | 9  | Malcolm Campbell    | Honda        | +1:16.670 | 14º     | 1     |
| 16º  | 1  | Fred Merkel         | Honda        | +1:18.470 | 2º      |       |
| 17º  | 11 | Roger Burnett       | Honda        | +1:21.250 | 34º     |       |
| 18º  | 58 | Takayoshi Yamamoto  | Yamaha       | +1:36.710 | 35º     |       |
| 19º  | 69 | Koichi Kobayashi    | Honda        | +1:37.880 | 38º     |       |
| 20º  | 63 | Koh Takeuchi        | Yamaha       | +1:42.450 | 20º     |       |
| 21º  | 40 | Wayne Clarke        | Yamaha       | +1 giro   | 31º     |       |
| 22º  | 15 | Éric Delcamp        | Yamaha       | +1 giro   | 42º     |       |
| 23º  | 36 | Reuben McMurter     | Honda        | +1 giro   | 15º     |       |
| 24º  | 70 | Shigemasa Miwa      | Honda        | +1 giro   | 37º     |       |
| 25º  | 79 | Simon Crafar        | Bimota       | +2 giri   | 41º     |       |
| 26º  | 55 | Toshiharu Kaneko    | Yamaha       | +3 giri   | 40º     |       |

#### Ritirati
| Nº | Pilota              | Motocicletta | Giri     | Griglia |
| -- | ------------------- | ------------ | -------- | ------- |
| 62 | Grant Hodson        | Yamaha       | +5 giri  | 7º      |
| 73 | Kosei Yamamoto      | Honda        | +11 giri | 28º     |
| 33 | Baldassarre Monti   | Ducati       | +14 giri | 18º     |
| 35 | Patrick Igoa        | Kawasaki     | +15 giri | 24º     |
| 10 | Terry Rymer         | Yamaha       | +18 giri | 19º     |
| 57 | Shingo Kato         | Yamaha       | +21 giri | 8º      |
| 53 | Andrew Stroud       | Yamaha       | +22 giri | 30º     |
| 16 | Christophe Bouheben | Kawasaki     | +23 giri | 33º     |
| 44 | Takahiro Sohwa      | Kawasaki     | +24 giri | 5º      |
| 74 | Masashi Sato        | Yamaha       | +24 giri | 25º     |
| 76 | Mike Baldwin        | Bimota       | +24 giri | 29º     |
| 24 | Anders Andersson    | Yamaha       | +24 giri | 21º     |

### Gara 2

#### Arrivati al traguardo[4]
| Pos. | Nº | Pilota              | Motocicletta | Tempo     | Griglia | Punti |
| ---- | -- | ------------------- | ------------ | --------- | ------- | ----- |
| 1º   | 23 | Michael Dowson      | Yamaha       | 47:45.220 | 6º      | 20    |
| 2º   | 51 | Ken'Ichiro Iwahashi | Honda        | +0:24.690 | 16º     | 17    |
| 3º   | 77 | Giancarlo Falappa   | Bimota       | +0:30.340 | 26º     | 15    |
| 4º   | 48 | Doug Polen          | Suzuki       | +0:30.520 | 1º      | 13    |
| 5º   | 44 | Takahiro Sohwa      | Kawasaki     | +1:00.440 | 5º      | 11    |
| 6º   | 7  | Robert Phillis      | Kawasaki     | +1:13.810 | 4º      | 10    |
| 7º   | 38 | Aaron Slight        | Kawasaki     | +1:19.250 | 13º     | 9     |
| 8º   | 4  | Stéphane Mertens    | Honda        | +1:21.980 | 9º      | 8     |
| 9º   | 66 | Tatsuro Arata       | Yamaha       | +1:22.710 | 11º     | 7     |
| 10º  | 9  | Malcolm Campbell    | Honda        | +1:22.900 | 14º     | 6     |
| 11º  | 45 | Shoichi Tsukamoto   | Kawasaki     | +1:40.630 | 10º     | 5     |
| 12º  | 1  | Fred Merkel         | Honda        | +1:44.670 | 2º      | 4     |
| 13º  | 10 | Terry Rymer         | Yamaha       | +1:47.360 | 19º     | 3     |
| 14º  | 69 | Koichi Kobayashi    | Honda        | +1:58.690 | 38º     | 2     |
| 15º  | 63 | Koh Takeuchi        | Yamaha       | +2:01.270 | 20º     | 1     |
| 16º  | 64 | Naoto Abe           | Honda        | +1 giro   | 27º     |       |
| 17º  | 58 | Takayoshi Yamamoto  | Yamaha       | +1 giro   | 35º     |       |
| 18º  | 32 | Raymond Roche       | Ducati       | +1 giro   | 3º      |       |
| 19º  | 74 | Masashi Sato        | Yamaha       | +1 giro   | 25º     |       |
| 20º  | 76 | Mike Baldwin        | Bimota       | +1 giro   | 29º     |       |
| 21º  | 53 | Andrew Stroud       | Yamaha       | +1 giro   | 30º     |       |
| 22º  | 54 | Scott Doohan        | Bimota       | +1 giro   | 39º     |       |
| 23º  | 70 | Shigemasa Miwa      | Honda        | +1 giro   | 37º     |       |

#### Ritirati
| Nº | Pilota              | Motocicletta | Giri     | Griglia |
| -- | ------------------- | ------------ | -------- | ------- |
| 57 | Shingo Kato         | Yamaha       | +3 giri  | 8º      |
| 15 | Éric Delcamp        | Yamaha       | +3 giri  | 42º     |
| 55 | Toshiharu Kaneko    | Yamaha       | +3 giri  | 40º     |
| 79 | Simon Crafar        | Bimota       | +4 giri  | 41º     |
| 62 | Grant Hodson        | Yamaha       | +6 giri  | 7º      |
| 2  | Fabrizio Pirovano   | Yamaha       | +10 giri | 23º     |
| 16 | Christophe Bouheben | Kawasaki     | +11 giri | 33º     |
| 33 | Baldassarre Monti   | Ducati       | +11 giri | 18º     |
| 36 | Reuben McMurter     | Honda        | +14 giri | 15º     |
| 35 | Patrick Igoa        | Kawasaki     | +19 giri | 24º     |
| 24 | Anders Andersson    | Yamaha       | +20 giri | 21º     |
| 73 | Kosei Yamamoto      | Honda        | +22 giri | 28º     |
| 3  | Davide Tardozzi     | Bimota       | +24 giri | 12º     |
| 11 | Roger Burnett       | Honda        | +24 giri | 34º     |